# ميخائيل سكوت (مقدم تلفزيوني)
ميخائيل سكوت (بالإنجليزية: Michael Scott)‏ هو مقدم تلفزيوني ومدرس بريطاني، ولد في 3 أبريل 1981.

## وصلات خارجية
- ميخائيل سكوت على موقع IMDb (الإنجليزية)
- ميخائيل سكوت على موقع قاعدة بيانات الفيلم (الإنجليزية)